# Novo Aeroporto de Chitose
O Novo Aeroporto de Chitose (新千歳空港, Shin-Chitose Kūkō) é um aeroporto situado em Chitose e Tomakomai, Japão, servindo a área metropolitana de Sapporo.
O aeroporto tem uma única construção semicircular, lida com voos domésticos e internacionais.
Foi aberto em 1988 para substituir o Aeroporto de Chitose (Agora uma base aérea japonesa).
Em 1994 se tornou o primeiro aeroporto 24 horas do Japão. Durante a década de 1990 tinha voos regulares para a Europa e Oceania. Hoje, seus serviços internacionais são sobretudo transportar turistas do Leste da Ásia e Austrália para fazer turismo e esqui.

## Companhias aéreas

### Doméstico
- Faça Air
- All Nippon Airways
- Japan Airlines
- Hokkaido Air System
- Japan Air Commuter
- Skymark Airlines

### Internacionais
- Air China
- Air Seoul
- Asiana Airlines
- Cathay Pacific
- China Airlines
- China Southern Airlines
- EVA Air
- Hawaiian Airlines
- Jeju Air
- Jetstar Japan (subsidiária Japonesa da Jetstar Airlines)
- Korean Air
- Starlux Airlines
- Scoot
- Air Asia X (subsidiária de longa distância da Air Asia)
- Tigerair Taiwan

## Estatísticas
Ver a consulta original do Wikidata.

## Transportes

### Trem
Estação New Chitose Airport (Chitose Line/Hokkaido Railway Company).

### Ônibus
- Hokkaidō Chūō Bus (Asabu 1-2 viagens/hr., Miyanosawa 1-2 viagens/hr.)
- Hokuto Kotsu (Apa Hotel & Resort 2 viagens/hr.)
- Donan Bus (Tomakomai 1-2 viagens/hr., Noboribetsu 3 viagens/dia, Muroran 12 vaigens/dia, Hobetsu 2 viagens/dia, Urakawa 2 viagens/dia)
- Atsuma Bus (Atsuma 3 viagens/dia)